# Палмер (Мичиген)
Палмер (енгл. Palmer) насељено је место без административног статуса у америчкој савезној држави Мичиген.

## Демографија
По попису из 2010. године број становника је 418, што је 31 (-6,9%) становника мање него 2000. године.
| Група             | 2000.       | 2010.       |
| Белци             | 433 (96,4%) | 404 (96,7%) |
| Афроамериканци    | 0 (0,0%)    | 0 (0,0%)    |
| Азијати           | 1 (0,2%)    | 1 (0,2%)    |
| Хиспаноамериканци | 0 (0,0%)    | 2 (0,5%)    |
| Укупно            | 449         | 418         |